# Irene Solà
Irene Solà Sáez (Malla, 17 de agosto de 1990) es una poeta, escritora y artista plástica española.

## Biografía
Se licenció en Bellas Artes por la Universidad de Barcelona y obtuvo un máster en Literatura, Cine y Cultura Audiovisual en la Universidad de Sussex.Ha vivido en Barcelona, Reikiavik, Brighton y Londres.

## Trayectoria literaria
Se inició en la literatura escribiendo narrativa breve y poesía. En 2012 salió a la luz su poemario Bèstia, ganador del 48.º Premio Amadeu Oller para poetas inéditos y publicado por la editorial Galerada. El jurado del galardón destacó su poesía «suavemente violenta, sobrecogedora y tenue», llena de ideas y con «incorporaciones de objetos aparentemente impoéticos», en un «universo surrealista muy sugerente y bien sostenido». Este poemario ha sido traducido al inglés, italiano y castellano.
Publicada en 2018, Els dics fue su primera novela, en la que narra la historia de tres generaciones a través de la voz de su protagonista, Ada. La autora tardó tres años en construir la novela, concebida como si de un proyecto artístico se tratara.
Su segunda novela, Canto jo i la muntanya balla cuenta las vidas de varios personajes basándose en historias y leyendas del Pirineo y el Prepirineo catalán. Las historias nos dan múltiples miradas sobre el mismo sitio desde diferentes perspectivas.Con esta obra, publicada en 2019, Solà ganó, entre otros galardones, el Premio Anagrama de novela en catalán y el Premio de Literatura de la Unión Europea. La obra ha vendido más de cuarenta y seis mil ejemplares en catalán y se ha traducido a una veintena de idiomas, incluyendo el alemán, inglés, vasco, danés, francés, húngaro, el italiano, el lituano, el polaco o el castellano, en el que ha vendido más de doce mil ejemplares.
Su última novela es Et vaig donar ulls i vas mirar les tenebres, una obra que resigue las historias de un linaje femenino y maldito de las Guilleries donde aparecen cazadores de lobos, bandoleros, emboscados, carlistas, brujas, maquis, fantasmas y demonios.
La crítica ha acogido muy positivamente la obra literaria de Solà, sobre todo sus dos últimas novelas, destacando aspectos como la coralidad, el protagonismo de la naturaleza y el mundo rural, el interés por el propio hecho narrativo o un estilo cercano al realismo mágico. Su narrativa es considerada de forma unánime una de las voces de referencia de la literatura catalana actual.

## Trayectoria artística
Además de la actividad literaria, Solà ha cultivado las artes visuales. Entre las galerías y las muestras donde ha expuesto su obra, de forma individual o colectiva, figuran el centro de arte ACVic de Vic, el Museo del Empordà, la Bienal de Arte Contemporáneo Catalán, el centro de artes visuales Can Felipa, la Sala de Arte Joven, la Fundación Tàpies, el Festival Loop, el CCCB, el Museo del Arte de la Piel, el Centro de Arte la Panera de Lleida, el Bòlit de Girona, el MAC de Mataró o la Galería José de la Fuente (Santander). En el plano internacional, ha expuesto en la Galería Whitechapel (Londres), en Jerwood Arts (Londres) y en la Bienal de Arte Contemporáneo JCE.
En 2020 participó en la iniciativa de Art Nou, impulsada por la asociación Art Barcelona con el objetivo de activar la escena artística local dando espacio a la creación de jóvenes,con una exposición titulada Hay una historia de una mujer que… El motivo de esta obra lo encontró en un cuento de la comarca catalana del Lluçanès sobre una mujer que por las noches cogía los hombres jóvenes que trabajaban para su marido, les ponía una brida en la boca y los montaba como si fuesen caballos para ir a reuniones de brujas. Después de meses de investigación, descubrió que este relato se repetía en el mundo asiático desde el siglo III a. C. y que había llegado a Europa en el siglo XII, momento en que el cristianismo lo convirtió en una historia cautelar sobre la maldad de las mujeres. En la exposición, Solà intercaló imágenes con fragmentos de testimonios reales de los juicios sobre las brujas con la intención de darles voz, porque, como ella dijo: «Me interesa dar voz a las brujas, que no sabemos lo que pensaban y todo lo que nos ha llegado es lo que han dicho esos señores».

## Colaboración con medios de comunicación
Solà también ha sido colaboradora asidua en diversos medios de comunicación, como La Llança, la revista Time Out Barcelona o La Vanguardia, donde publica una columna quincenal.

## Premios
- 2012: 48.º Premio Amadeu Oller para poetas inéditos por la obra Bèstia.[23]
- 2017: Premio Documenta de narrativa para menores de 35 años por Els dics.[24][25][26][27]
- 2019: Premio Anagrama de novela en catalán por Canto jo i la muntanya balla.[28][29]
- 2019: Premio Punt de Llibre del medio digital Núvol por Canto jo i la muntanya balla.[30]
- 2019: Premio Cálamo, categoría 'Otra Mirada', por Canto yo y la montaña baila.[31]
- 2020: Premio de Literatura de la Unión Europea por Canto jo i la muntanya balla.[32][33]
- 2020: XVIII Premio de Narrativa Catalana Maria Àngels Anglada.[34]
- 2023: Premio Nota Bene por When I sing, mountains dance.

## Obras publicadas

### Poesía
- Bèstia. Barcelona: Galerada, 2012. ISBN 9788496786455.
  - Bestia. Unai Velasco (trad.). Edición bilingüe catalán-castellano. Barcelona: La Bella Varsovia, 2022. ISBN 9788412437928.

### Narrativa
- Els dics. Barcelona: L'Altra editorial, 2018. ISBN 9788494782930.
  - Los diques. Paula Meiss (trad.). Buenos Aires: Alto Pogo, 2021. ISBN 9789874144447.
- Canto jo i la muntanya balla. Barcelona: Anagrama, 2019. ISBN 9788433915689.
  - Canto yo y la montaña baila. Concha Cardeñoso (trad.). Barcelona: Anagrama, 2019. ISBN 9788433998774.
- Et vaig donar ulls i vas mirar les tenebres. Barcelona: Anagrama, 2023. ISBN 9788433905130.
  - Te di ojos y miraste las tinieblas. Concha Cardeñoso (trad.). Barcelona: Anagrama, 2023. ISBN 9788433906281.